# Matthiola tricuspidata
Espèce
Classification phylogénétique
Matthiola tricuspidata, ou Matthiole à trois pointes, est une espèce de plantes à fleurs de la famille des Brassicaceae. C'est une plante herbacée vivace originaire des îles du bassin méditerranéen.

## Synonymes
- Hesperis tricuspidata (L.) Lam.
- Triceras tricuspidatum (L.) Maire

## Description
- Plante annuelle, haute de 20 à 40 cm,
- Fleurs violettes à quatre pétales. Le centre de la fleur eétant plus clair, voire blanc.
- Les lobes des feuilles pennatilobées sont arrondis
- Le fruit est une silique dont l'extrémité forme 3 cornes.

## Répartition
Matthiola tricuspidata est présente en méditerranée centrale, dans les dunes côtières, depuis la Corse jusqu'à Chypre.